# Chris DiMarco
Chris DiMarco (* 23. August 1968 in Huntington, Long Island, New York) ist ein US-amerikanischer Profigolfer der PGA TOUR.

## Werdegang
Nach dem Besuch der University of Florida wurde er 1990 Berufsgolfer. Er gewann 1992 die Geldrangliste der Canadian Tour und wurde im Jahr darauf Neunter der Nike Tour Jahreswertung, womit DiMarco sich für die PGA TOUR qualifizierte. Dort konnte er sich aber noch nicht behaupten und ging zurück zur Nike Tour, wo er 1997 seinen ersten Turniersieg verzeichnete.
Seinen ersten Titel auf der PGA TOUR holte er sich 2001, bei der SEI Pennsylvania Classic. Danach folgten zwei weitere Siege und DiMarco war bis 2004 regelmäßig unter den Top 20 der Money List. Er glänzte in zwei Major Championships, den PGA Championship 2004 und beim Masters 2005, wo er jeweils erst im Stechen von Vijay Singh bzw. von Tiger Woods bezwungen werden konnte. Bei den Open Championship im Juli 2006 schloss er erneut als Zweiter, hinter Tiger Woods, ab. In der Golfweltrangliste lag er jahrelang unter den Top 20.
DiMarco stand bisher je zweimal im Team USA beim Presidents Cup und beim Ryder Cup. Beim Presidents Cup 2005 sorgte er für den siegbringenden Putt, beim Ryder Cup Debakel der US-Amerikaner im Jahre 2004 war DiMarco – mit 2½ von 4 möglichen Punkten – der beste seiner Mannschaft. 
Sein Markenzeichen ist der eigenwillige Klauengriff beim Putten, der ihm aber seit 1995 sehr gute Dienste leistet. 
DiMarco ist mit seiner Frau Amy verheiratet. Die beiden haben drei Kinder und leben in Orlando, Florida. Sein Neffe Patrick DiMarco ist ein American-Football-Spieler in der NFL.

## PGA Tour Siege
- 2000 SEI Pennsylvania Classic
- 2001 Buick Challenge
- 2002 Phoenix Open

## Andere Turniersiege
- 1997 Nike Ozarks Open (Nationwide Tour)
- 2002 CVS Charity Classic (mit Dudley Hart)
- 2005 CVS Charity Classic (mit Fred Funk)
- 2006 Abu Dhabi Golf Championship (European Tour)

## Teilnahmen an Teambewerben
- Presidents Cup: 2003, 2005 (Sieger)
- Ryder Cup: 2004, 2006